# Rick Wilson
Richard "Rick" Wilson (nacido el 7 de febrero de 1956 en Louisville, Kentucky) es un exjugador de baloncesto estadounidense que jugó dos temporadas en la NBA, además de hacerlo en la CBA. Con 1,93 metros de estatura, lo hacía en la posición de escolta.

## Trayectoria deportiva

### Universidad
Jugó durante cuatro temporadas con los Cardinals de la Universidad de Louisville, en las que promedió 12,6 puntos, 4,6 rebotes y 3,7 asistencias por partido. En su última temporada fue elegido Jugador del Año de la Metro Conference, manteniendo hoy en día el récord de su universidad de más robos en un Torneo de la NCAA, con 22. Está considerado uno de los 50 mejores jugadores de la historia de los Cardinals.

### Profesional
Fue elegido en la vigésimo quinta posición del Draft de la NBA de 1978 por Atlanta Hawks. donde jugó una temporada completa con Hubie Brown en el banquillo, en la que promedió 3,0 puntos y 1,2 rebotes por partido. Tras ser despedido al inicio de la temporada 1979-80, fue repescado un par de meses más tarde con un contrato de 10 días, jugando 5 partidos en los que promedió 1,6 puntos y 2,2 asistencias.
Antes de retirarse definitivamente, jugó una temporada con los Atlantic City Hi-Rollers de la CBA.

## Estadísticas de su carrera en la NBA

### Temporada regular
| Temporada | Edad | Equipo        | Liga | P  | TIT | MIN  | TC  | TCA | %TC  | 3P  | 3PA | %3P | TL  | TLA | %TL  | R.OF. | R.DEF. | REB | ASIS | ROB | TAP | PER | FP  | PTS |
| 1978-79   | 22   | Atlanta Hawks | NBA  | 61 |     | 9.7  | 1.3 | 3.2 | .411 |     |     |     | 0.4 | 0.7 | .545 | 0.3   | 0.9    | 1.2 | 1.2  | 0.5 | 0.1 | 0.7 | 1.1 | 3.0 |
| 1979-80   | 23   | Atlanta Hawks | NBA  | 5  |     | 11.8 | 0.4 | 2.8 | .143 | 0.0 | 0.0 |     | 0.8 | 1.2 | .667 | 0.4   | 0.2    | 0.6 | 2.2  | 0.8 | 0.2 | 1.6 | 0.6 | 1.6 |
| Total     |      |               | NBA  | 66 |     | 9.8  | 1.3 | 3.2 | .393 | 0.0 | 0.0 |     | 0.4 | 0.8 | .560 | 0.3   | 0.9    | 1.2 | 1.3  | 0.5 | 0.1 | 0.7 | 1.0 | 2.9 |

### Playoffs
| Temporada | Edad | Equipo        | Liga | P | MIN | TCA | TC | 3PA | 3P | TLA | TL | R.OF. | REB | ASIS | ROB | TAP | PER | FP | PTS | %TC | %3P | %FT | MIN | PTS | REB | AST |
| 1978-79   | 22   | Atlanta Hawks | NBA  | 1 | 1   | 0   | 0  |     |    | 0   | 0  | 0     | 0   | 0    | 0   | 0   | 0   | 0  | 0   |     |     |     | 1.0 | 0.0 | 0.0 | 0.0 |
| Total     |      |               | NBA  | 1 | 1   | 0   | 0  |     |    | 0   | 0  | 0     | 0   | 0    | 0   | 0   | 0   | 0  | 0   |     |     |     | 1.0 | 0.0 | 0.0 | 0.0 |